# Stawy Pluderskie
Stawy Pluderskie (kod PLH160021) – specjalny obszar ochrony siedlisk sieci Natura 2000, zlokalizowany na terenie województwa opolskiego. Obszar obejmuje powierzchnię 149,14 ha. Teren wyznaczony został w celu długotrwałego zabezpieczenia życia populacji zagrożonego  wymarciem gatunku chrząscza kreślinka nizinnego Graphoderus bilineatus.